# Hortus Eystettensis (orto botanico)
Lo Hortus Eystettensis è un orto botanico nella città di Eichstätt, in Germania.
Fu realizzato nel XVII secolo come giardino di Johann Konrad von Gemmingen, principe vescovo di Eichstätt, in Baviera. Il vescovo era un appassionato botanico ed il suo era l'unico importante giardino botanico europeo al di fuori d'Italia.
Il giardino circondava il palazzo del vescovo, Willibaldsburg, che era stato costruito su una collina che domina la città. Gli orti furono impiantati nel 1596 su disegno di Joachim Camerarius il Giovane (1534-1598), medico e botanico. Alla morte di Camerarius, nel 1598, il farmacista e botanico Basilius Besler fece trasferire ad Eichstätt le piante lasciate dal predecessore e ne proseguì il lavoro di semina e di supervisione.
Lo stesso Besler realizzò una monumentale opera di divulgazione, un erbario in cui descrisse con preziose incisioni in centinaia di tavole alcune delle specie ospitate, cui diede il titolo dello stesso orto botanico.

I giardini sono stati saccheggiati nel 1633-1634 dalle truppe svedesi comandate da Bernardo di Sassonia-Weimar, ma sono stati ricostruiti ed aperti al pubblico nel 1998.